# Android Studio
Android Studio é um ambiente de desenvolvimento integrado (IDE) para desenvolver para o sistema Android, baseado no software IntelliJ IDEA da empresa JetBrains, que foi anunciado em 16 de maio de 2013, na conferência Google I/O, e é disponibilizado gratuitamente sob a Licença Apache 2.0.
Está disponível para download em Windows, Mac OS X e Linux, e substituiu Eclipse Android Development Tools (ADT) como a IDE primária do Google de desenvolvimento nativo para Android.
Android Studio estava em estágio de acesso antecipado desde a versão 0.1 em Maio de 2013, entrando então em estágio beta a partir da versão 0.8 que foi lançada em Junho de 2014. A primeira compilação estável foi lançada em Dezembro de 2014, começando da versão 1.0.

## Características
- Suporte para compilações baseadas em Gradle.
- Refatoração específica para Android e reparações rápidas.
- Ferramentas de Lint para capturar performance, usabilidade, compatibilidade de versão e outros problemas.
- Integração com ProGuard e capacibilidade de assinatura de aplicativo.
- Um assistente baseado em predefinições com designs e componentes comuns de Android.
- Um rico editor de layout que permite que usuários arrastem componentes de interface de usuário, opção de pré-visualizar layouts em várias configurações de tela.[9]
- Suporte para a criação de apps para Android Wear.
- Suporte nativo para a Google Cloud Platform, permitindo a integração com Google Cloud Messaging e App Engine.[10]

## Requisitos de sistema
|                         | Windows                                                                    | OS X/macOS | Linux                                                                      |
| ----------------------- | -------------------------------------------------------------------------- | --- | -------------------------------------------------------------------------- |
| Versão do SO            | Microsoft Windows 10/8.1/8/7/Vista/2003/XP (32 ou 64 bit)                  | MacOS X 10.10/MacOS X 10.11(Yosemite/El Capitan) ou superior, até a versão 10.13/10.14 (MacOS High Sierra/MacOS Mojave) | GNOME ou KDE ou Unity no Ubuntu ou Fedora ou GNU/Linux Debian              |
| RAM                     | 4 GB de RAM no mínimo, 8 GB de RAM recomendado                             | 4 GB de RAM no mínimo, 8 GB de RAM recomendado                                                                          | 4 GB de RAM no mínimo, 8 GB de RAM recomendado                             |
| Espaço em disco         | 2 GB de espaço em disco                                                    | 2 GB de espaço em disco                                                                                                 | 2 GB de espaço em disco                                                    |
| Espaço para Android SDK | No mínimo 4,5 GB para Android SDK, imagens do sistema de emulador e caches | No mínimo 4,5 GB para Android SDK, imagens do sistema de emulador e caches                                              | No mínimo 4,5 GB para Android SDK, imagens do sistema de emulador e caches |
| Versão JDK              | Java Development Kit (JDK) 6/7/8/9/10/11/12 ou superior                    | Java Development Kit (JDK) 6/7/8/9/10/11/12 ou superior                                                                 | Java Development Kit (JDK) 6/7/8/9/10/11/12 ou superior                    |
| Resolução de tela       | 1280x800 de resolução de tela no mínimo                                    | 1280x800 de resolução de tela no mínimo                                                                                 | 1280x800 de resolução de tela no mínimo                                    |

## Comparação com Eclipse ADT
| Feature                                                      | Android Studio | Eclipse ADT |
| ------------------------------------------------------------ | -------------- | ----------- |
| Automação de compilação                                      | Gradle         | Apache Ant  |
| Dependências de compilação baseadas em Maven                 | Sim            | Sim         |
| Variantes de compilação e geração de múltiplos APK           | Sim            | Sim         |
| Avançada complementação e fatoração                          | Sim            | Sim         |
| Editor gráfico de layout                                     | Sim            | Sim         |
| Assinatura de APK e gerenciamento de armazenamento de chaves | Sim            | Sim         |
| Suporte para NDK                                             | Sim            | Sim         |

## Modo de uso
O projeto "helloworldapp" usando o Android Studio para criar um aplicativo móvel com a linguagem de programação Kotlin, que irá exibir na tela a mensagem "Oi Mundo!".

O código do arquivo MainActivity.kt (na pasta app/src/main/java/com.example.olamundoapp/) define o layout de visualização do aplicativo e, em seguida localiza um TextView com o id "textView" e define seu texto/conteúdo a ser exibido como a frase "Oi Mundo!"...
```
package
 
com.example.helloworldapp

    
import
 
androidx.appcompat.app.AppCompatActivity

    
import
 
android.os.Bundle

    
import
 
android.widget.TextView

    
class
 
MainActivity
 
:
 
AppCompatActivity
()
 
{

        
override
 
fun
 
onCreate
(
savedInstanceState
:
 
Bundle?)
 
{

            
super
.
onCreate
(
savedInstanceState
)

            
setContentView
(
R
.
layout
.
activity_main
)

            
val
 
textView
 
=
 
findViewById
(
R
.
id
.
textView
)

            
textView
.
text
 
=
 
"Oi Mundo!"

        
}

    
}

```

O código do arquivo activity_main.xml define o layout no formato XML, onde configura um TextView com o id "textView" e define seu texto/conteúdo como "Oi Mundo!"...
```
<?xml version="1.0" encoding="utf-8"?>

        
<androidx.constraintlayout.widget.ConstraintLayout
 
xmlns:android=
"http://schemas.android.com/apk/res/android"

            
xmlns:app=
"http://schemas.android.com/apk/res-auto"

            
xmlns:tools=
"http://schemas.android.com/tools"

            
android:layout_width=
"match_parent"

            
android:layout_height=
"match_parent"

            
tools:context=
".MainActivity"
>

            
<TextView

                
android:id=
"@+id/textView"

                
android:layout_width=
"wrap_content"

                
android:layout_height=
"wrap_content"

                
android:text=
"Oi Mundo!"

                
app:layout_constraintBottom_toBottomOf=
"parent"

                
app:layout_constraintLeft_toLeftOf=
"parent"

                
app:layout_constraintRight_toRightOf=
"parent"

                
app:layout_constraintTop_toTopOf=
"parent"
 
/>

        
</androidx.constraintlayout.widget.ConstraintLayout>

```